# Кривовусі крихітки-молі
Кривовусі крихітки-молі (Bucculatricidae) — родина лускокрилих комах надродини Gracillarioidea. Включає 297—310 видів.

## Таксономія
Деякими авторами вважається підродиною крихіток-молей (Lyonetiidae). Крім того, більшість авторів вважають родину монотиповою, що містить єдиний рід Bucculatrix з 297 видами. Але іноді у родину включають австралійські роди Cryphioxena (1 вид) та Ogmograptis (1 або 12 видів), які традиційно поміщаються у родину злакових молей-мінерів (Elachistidae).

## Поширення
Поширені по всьому світі, крім Нової Зеландії.

## Опис
Дрібні молі. Розмах крил 7-10 мм. У стані спокою сидять зі складеними крилами. Личинка на перших стадіях мінують листя, утворюючи характерні коричневі плями. На пізніший стадіях гусениці вилазять з мін та їдять листя ззовні. Багато видів живляться лише єдиним видом рослин.